# Berenice (foguete)
O Berenice (em francês: Bérénice) foi um foguete de sondagem desenvolvido pela
França, no início da década de 1960, com o objetivo de estudar a reentrada de cargas úteis com finalidade bélica. Este modelo pode ser considerado como um "irmão maior" do seu antecessor, o Antares.
Da mesma forma que aquele, devia permitir o estudo do aquecimento cinético de objetos , só que agora, voando à velocidades de até Mach 12. Tinha 13,25 m de altura e pesava 3 340 kg. Era composto de quatro estágios, sendo que os três primeiros eram usados na subida (até aos 270 km aproximadamente) e o quarto para acelerar ainda mais a carga útil já na descida. Quando os quatro estágios eram usados na subida, esse modelo podia elevar uma carga útil de 40 kg a 1 000 km de altitude. Ocorreram onze lançamentos desse modelo entre 1962 e
1965.